# Рамковий аналіз
Ра́мковий ана́ліз (англ. Framing analysis) — міждисциплінарний метод наукового дослідження, який використовується для аналізу того, як люди розуміють ситуації і події. 
Концепцію в загальному випадку пов'язують з роботою Ірвінга Гофмана та його книгою «Рамковий аналіз: Есе про організацію досвіду» (англ. Frame analysis: An essay on the organization of experience, 1974). Пізніше цю роботу почали застосовували в теорії соціального руху, політичних дослідженнях та інших дослідженнях.

## Поняття
Основний термін методу — «framing» («рамкування») — ще не має загальноприйнятого визначення. Втім, більшість західних дослідників сходяться на думці, що одним із найкращих є пояснення Роберта Ентмана, згідно з яким англійське дієслово-термін «to frame» у цьому випадку означає «вибирати певні аспекти реальності та робити їх помітнішими у комунікованому тексті, популяризуючи таким чином певне визначення проблеми, інтерпретацію її причин, моральну оцінку та можливе її розв'язання». І хоч на перший погляд фреймінг може нагадувати agenda setting, та все ж між ними є суттєва різниця: agenda setting передбачає, що мас-медіа висвітлюють одні та ігнорують інші події, тоді як фреймінг має на увазі, що засоби масової інформації, висвітлюючи певну подію, ігнорують деякі її сторони, у той же самий час наголошуючи на інших.
Рамковий аналіз є таким типом наративного (контент-) аналізу, у якому дослідник вивчає текст, щоб ідентифікувати «рамки» та виявити риторику журналіста чи медіа-організації, а саме — чи відіграє їхній текст політичну роль. В ідеалі, такий аналіз визначає, як «рамки» впроваджуються в новини політичними акторами, як журналісти їх використовують у написанні текстів і як аудиторія інтерпретує ці «рамки». Караґі та Роефс вивчають рамковий аналіз у зв'язку з ідеологічною роллю засобів масової інформації, оскільки вивчення процесів фреймінгу дозволяє знайти зв'язок між новинами та поділом влади у суспільстві (на їхню думку, «рамки» — це відбитки влади).

## Історія розвитку
Витоки цієї методології знаходимо на початку 1970-х років, і її піонером був Ґофман, який вважав, що коли індивідум впізнає певну подію, його реакція на неї скоріш за все буде обмежена рамками або схемами інтерпретації, які він називав «первинними рамками» (англ. primary frameworks). Усі первинні рамки тієї чи іншої соціальної групи є центральним елементом її культури. Наприкінці 1970-х Такман розвинула ідеї Ґофмана: «Рамки (frames) перетворюють незрозумілий гепенінг або аморфну бесіду на очевидну подію… Новинні рамки (англ. news frame) водночас організовують щоденну реальність і є її частиною і упакуванням».
У 1980-х «рамки» вже сприймалися як «медіа-пакування, центральною організаційною ідеєю яких є розуміння відповідних подій». Такі «пакування» мали успіх у медіа-дискурсі завдяки комбінації культурного резонансу, дій автора та відповідності до норм і практики засобів масової інформації. У 1990-х framing analysis дістав потужний поштовх у розвитку завдяки Ентману, який прояснив його термінологію та методологію. Зокрема, він визначив «рамки» як «схеми обробки інформації, які мають місце в особливостях новинного тексту і які підсилюють специфічне сприйняття та розуміння подій. Новинні рамки (news frames) творяться з та втілюються у ключових словах, метафорах, концепціях, символах та візуальних образах, які підкреслюються у тексті новин». Ці компоненти «рамок» часто збігаються з усталеним у суспільстві дискурсом і формують такий спосіб мислення про певну подію, який вже знайомий аудиторії з попереднього досвіду.

## Застосування
Метод дозволяє виявити маніпулювання громадською думкою у тих випадках, коли у повідомленнях мас-медіа має місце фреймінг. Такі дослідження є досить важкими, оскільки виявити фреймінг складніше за agenda-setting. 

### Методологія
Методологія рамкового аналізу включає два типи джерел (або інструментів) — логічні інструменти (англ. reasoning devices) та інструменти фреймінгу (англ. framing devices). Перші пояснюють подію, а другіі її характеризують. Отже, логічні інструменти надають пояснення або причину основної позиції: це так зване «коріння події» (інтерпретація причин події), її наслідки та принциповість. 
Інструменти фреймінгу включають:
- джерела (всі особи, які були процитовані у тексті);
- ключові слова (ті, що з'являються у заголовку, а потім повторюються у тексті;
- слова, що мають велику «видимість» через їхнє розміщення у тексті або культурний резонанс із аудиторією);
- метафори;
- підстава (особа чи група осіб, які ідентифікуються як причина проблеми або її вирішення).

Аналізуючи текст, дослідник вичитує кожну історію, яка потрапила до його вибірки, намагаючись визначити специфічні інструменти фреймінгу.

### Механізм використання
Щоби зрозуміти, як працюють «рамки», треба пояснити ще такі концепції, як «видимість», «форматування» та «важливість» (англ. salience, sizing and importance). «Рамки» висвітлюють певну інформацію про об'єкти повідомлення, надаючи їм таким чином «видимості», тобто роблячи їх помітнішими, зрозумілими й такими, що запам'ятовується. Більш «видимою» інформацію можна зробити, помістивши її на початку чи в кінці тексту, а також часто повторюючи її або асоціюючи з культурно подібними символами. «Форматування» є суттю фреймінгу — це перебільшення або применшення елементів зображуваної реальності для більшої чи меншої «видимості». Окрім слів та образів, використаних для зображення реальності, велике значення має також «важливість» — те, наскільки багато інформації про подію і на якому місці (на першій чи передостанній шпальті) подає засіб масової інформації.